# Le Palmarès
Pour les articles homonymes, voir Palmarès.
Le Palmarès est un quotidien généraliste publié à Kinshasa en République démocratique du Congo.